# Cascata de Gavarnie
A Cascata de Gavarnie, também conhecida como Grande Cascata de Gavarnie, é uma queda de água em que o seu veu atinge um total global de 422 m, sendo esta a mais alta queda de água em França. Esta cascata situa-se no Circo de Gavarnie, que fica a uma hora de caminhada a partir da aldeia de Gavarnie, nos Hautes-Pyrénées.